# Paulo Campos
Paulo Luiz Campos, mais conhecido como Paulo Campos (Niterói, 20 de fevereiro de 1957), é um treinador de futebol brasileiro. Atualmente está sem clube.

## Carreira
Paulo Campos iniciou como treinador, no modesto Calabar Rovers, da Nigéria. aonde ficou um ano, em seguida foi auxiliar técnico da Seleção Kuwaitiana. e depois voltou ao Brasil para treinar o São Cristóvão e Friburguense. em 1986 foi treinador da Seleção Liberiana, depois foi comandar as seleções sub-17 de Gana e Kuwait. depois assumiu Al Shabab, da Arábia Saudita, retornou como treinador da seleção Kuwaitiana. Voltou para a Arábia, pra dirigir o Al-Ahli e o Al-Ittihad. Voltou ao comando do Al Shabab e assumiu o Al-Rayyan e a Seleção do Qatar.
Em 2002, foi ser técnico do Palmeiras B e auxiliar da Seleção Olímpica do Brasil, depois comandou o Iraty, Paraná e Paysandu, até ser auxiliar técnico de Vanderlei Luxemburgo no Real Madrid e no Santos. Comandou o Vila Nova, Fluminense e Náutico onde fez uma bela campanha depois de pega-lo nocauteado, com o jogo da batalha dos Aflitos e conseguiu o acesso para serie A 2007, Asteras Tripolis, Criciúma, retornou ao Iraty, Mogi Mirim, Al-Hilal do Sudão. Esteve como treinador do Resende, durante o Campeonato Carioca de 2011, e em agosto de 2011, foi como treinador para o Duque de Caxias saindo meses depois após o rebaixamento a Série C. Retornou ao comando do Resende para a temporada 2012 e em junho, acertou para ser o novo treinador do Guaratinguetá, onde durou apenas um jogo, devido a problemas particulares. Em 2013, acertou seu retorno ao Resende, aonde atua como diretor técnico e ainda esse ano, retorna ao comando time principal desse clube.
Paulo Campos acertou em agosto de 2015 com o Sport Club Corinthians USA. Ele permaneceu na equipe até parte do ano de 2016. Paulo Campos foi confirmado como novo treinador do São José dos Campos Futebol Clube, para a disputa da Série A3 do Campeonato Paulista de 2017, o principal objetivo da diretoria do clube é não repetir a campanha da temporada de 2016, na qual o clube quase foi rebaixado.

## Títulos
Al Shabab
- Campeonato Saudita: 1990-91
- Super Copa Árabe de Clubes Campeões: 2000

Al-Rayyan
- Copa do Príncipe do Qatar: 2001

Al Qadsia
- Segunda Divisão do Campeonato do Qatar: 2003

Asteras Tripolis
- Campeonato Grego da Segunda Divisão: 2007

Al-Hilal
- Campeonato Sudanês: 2010

Resende
- Copa Vale do Paraíba: 2012